# Beechcraft 1900
Dimensions
Le Beechcraft 1900 Beechliner est un avion de transport régional à turbopropulseurs de 19 places (de type C, D ou King Air ExecLiner pour les versions civiles ; C-12J pour sa version militaire). À fuselage agrandi, permettant la station debout des passagers, le Beechliner est également apparenté au Beech King Air. Fabriqué à plus de 450 exemplaires par Raytheon Aircraft, le 1900D a été commercialisé à partir de 1991.

## Variantes
- 1900/1900A : Première version avec 2 portes d'embarquement, produite à 3 exemplaires.
- 1900C : Une seule porte d'embarquement, vers l'avant, permettant d'agrandir la porte cargo. Moteurs Pratt & Whitney PT6A-65B.
- 1900D : Version la plus populaire, le Beechcraft 1900D reçoit une cabine plus haute permettant aux passagers de se tenir debout, caractéristique rare sur des turbopropulseurs de petite taille. Cette modification entraina l'ajout de nouveaux moteurs Pratt & Whitney PT6A-67D plus puissants, une dérive de plus grande taille, des winglets, en plus de quelques améliorations du cockpit.

## Utilisateurs civils
En juillet 2018, 306 exemplaires étaient en service commercial (114 pour la version 1900C et 192 pour 1900D).
La répartition géographique était la suivante: 207 (Amériques); 63 (Afrique), 25 (Europe) et 11 pour la zone Asie/Pacifique/Moyen-Orient).
Compagnies aériennes opérant au moins 9 appareils :
- Ameriflight : 25 1900C
- Alpine Air Express : 19 1900C & 4 1900D
- Searca : 16 1900D
- Central Mountain Air : 12 1900D
- SonAir : 12 1900D
- SkyLink Express : 11 1900C
- Solenta Aviation : 11 1900D
- Exploits Valley Air Services : 10 1900D
- Twin Jet : 13 1900Ds
- Pacific Coastal Airlines : 8 1900C & 4 1900D
- Westair Aviation : 2 1900D
- Alaska Central Express : 9 1900C
- Hageland Aviation Services/ DBA RAVN Connect : 8 1900C
- Chalair Aviation : 8 1900D & 1 1900 C
- Arc en Ciel Airlines : 1 1900D
- Propair Inc : 4 1900D
- Skyjet Aviation : 4 1900D

## Dotation militaire
- Algérie : Forces aériennes algériennes
- Australie : Defence Science and Technology Group
- Birmanie : Force aérienne du Myanmar : environ 8 1900D à l'origine, un perdu le 10 février 2016 et un second le 10 mai 2021[1].
- Bolivie : Ministère de la défense
- Colombie : Police nationale colombienne
- Émirats arabes unis : Force aérienne des Émirats arabes unis
- Égypte : Force aérienne égyptienne : 10 exemplaires en décembre 2015.
- Indonésie : Police nationale indonésienne
- Soudan du Sud : Force aérienne sud-soudanaise
- Suisse : Forces aériennes suisses
- Taïwan : Force aérienne de la République de Chine
- Thaïlande : Force aérienne royale thaïlandaise
- États-Unis[2]
  - US Army
  - US Air Force

## Accidents et incidents mortels
| Date               | Lieu                                     | Modèle  | Numéro de série Immatriculation | Opérateur                                | Nombre de victimes | Causes |
| ------------------ | ---------------------------------------- | ------- | ------------------------------- | ---------------------------------------- | ------------------ | --- |
| 23 novembre 1987   | Aéroport d'Homer                         | 1900C   | UB-58 (N401RA)                  | Ryan Air Service                         | 18/21              | Vol 103 Ryan Air Service. En raison d'une mauvaise répartition du chargement dans l'avion, son centre de gravité fut déplacé. L'équipage perd alors le contrôle dès le déploiement des volets. |
| 18 mai 1990        | Aéroport international Ninoy-Aquino      | 1900C-1 | UC-46 (RP-C314)                 | Aerolift Philippines                     | 21/21 + 4          | Vol 75 Aerolift Philippines. Le moteur 2 tombe en panne au décollage, l'équipage essaye de ramener l'avion à l'aéroport mais s'écrase sur une maison. |
| 21 août 1990       | Yunlin                                   | 1900C-1 | UC-5 (1905)                     | Force aérienne de la République de Chine | 18/18              | S'écrase dans un champ de cannes à sucre en raison du mauvais temps. |
| 28 décembre 1991   | Block Island                             | 1900C   | UB-49 (N811BE)                  | Delta Connection / Business Express      | 3/3                | Au cours d'un vol d'entraînement l'instructeur désactiva l'indicateur d'altitude et simula une panne de moteur. L'élève fut désorienté et l'avion s'écrasa. L'instructeur avait refusé de reprendre le contrôle de l'appareil. |
| 3 janvier 1992     | Saranac Lake                             | 1900C-1 | UC-135 (N55000)                 | USAir Express / CommutAir                | 2/4                | Vol CommutAir 4821 L'avion s'écrase au cours de son approche en raison de sa mauvaise gestion par la pilote. |
| 7 décembre 1995    | Port-au-Prince                           | 1900D   | UE-119 (F-OHRK)                 | Air Saint Martin                         | 20/20              | L'avion s'écrase contre une montagne après avoir été autorisé à descendre en altitude. |
| 19 novembre 1996   | Quincy                                   | 1900C-1 | UC-87 (N87GL)                   | United Express/ Great Lakes Airlines     | 12/12 + 2          | Vol United Express 5925 L'avion percute un Beechcraft King Air au cours de son atterrissage. |
| 30 juillet 1998    | Baie de Quiberon                         | 1900D   | UE-238 (F-GSJM)                 | Proteus Airlines                         | 14/14 + 1          | Vol Proteus Airlines 706 L'avion percute un Cessna 177 lors de son approche. |
| 12 août 1999       | Aéroport de Sept-Îles                    | 1900D   | UE-347 (C-FLIH)                 | Regionnair                               | 1/4                | Vol 347 Regionnair Le pilote descendit plus bas que l'altitude minimale au cours de son approche aux instruments. |
| 17 mai 2000        | Moanda                                   | 1900C-1 | UC-133 (TR-LFK)                 | Avirex                                   | 3/10               | L'avion s'écrase lors de son approche en raison du mauvais temps. |
| 17 mars 2001       | Quilemba                                 | 1900C-1 | UC-142 (S9-CAE)                 | SAL Express                              | 16/17              | S'écrase contre une montagne par fortes pluies. |
| 9 décembre 2002    | Mena                                     | 1900C   | UC-127 (N127YV)                 | Raytheon                                 | 3/3                | S'écrase au sol au cours de son approche en vol à vue à cause des nuages. |
| 8 janvier 2003     | Aéroport international Charlotte-Douglas | 1900D   | UE-233 (N233YV)                 | USAir Express                            | 21/21              | Vol Air Midwest 5481. Au décollage, les pilotes avaient de la difficulté à maitriser l'appareil et ce dernier a fini par monter verticalement provoquant un décrochage irréversible en raison de la faible vitesse à laquelle évoluait alors l'appareil. L'avion s'est écrasé sur un hangar de la compagnie US Airways. L'enquête révéla que le poids maximal des bagages et des passagers avait été dépassé à cause de l'usage de poids moyens pour le calcul de la masse embarquée. L'autre cause majeure est une grave erreur de maintenance, les câbles contrôlant la gouverne en tangage étaient trop serrés, ce qui ne permettait pas d'actionner suffisamment la gouverne pour contrecarrer le mouvement ascendant de l'appareil et stabiliser son assiette. |
| 26 août 2003       | Hyannis (Massachusetts)                  | 1900D   | UE-40 (N240CJ)                  | Colgan Air                               | 2/2                | Vol Colgan Air 9446. Une erreur de maintenance des câbles de contrôle de la gouverne fit piquer du nez l'avion qui s'écrasa avant d'avoir pu atterrir d'urgence. |
| 28 janvier 2004    | Ghardaïa                                 | 1900D   | UE-365 (7T-VIN)                 | Tassili Airlines                         | 1/5                | L'avion s'écrase au cours de sa seconde approche et se coupe en 2. Le pilote blessé, a sauvé les 2 passagers et les 2 membres d’équipage sur les 3. Le troisième, le copilote Mebarki Mohamed, grièvement blessé décédera quelques jours plus tard. |
| 16 mars 2004       | Tonopah                                  | 1900C   | UB-37 (N27RA)                   | United States Air Force                  | 5/5                | Le pilote fait une crise cardiaque pendant l'approche. |
| 14 janvier 2008    | Lihue                                    | 1900C-1 | UC-70 (N410UB)                  | Alpine Aviation                          | 1/1                | Vol 253 Alpine Aviation L'avion s'écrase de nuit à cause d'une désorientation spatiale et un manque d'attention du pilote. |
| 15 mars 2008       | Bushi Village                            | 1900D   | UE-322 (5N-JAH)                 | Wings Aviation                           | 3/3                | Le pilote faisait une approche à vue alors que les conditions ne le permettaient pas. |
| 2 mai 2008         | Soudan                                   | 1900C   | UC-65 (5Y-FLX)                  | Southern Sudan Air Connection            | 21/21              | Panne des deux moteurs. Transportait notamment Dominic Dim, ministre de la défense soudanais. |
| 23 mai 2008        | Aéroport international de Billings Logan | 1900C   | UB-65 (N195GA)                  | Alpine Aviation                          | 1/1                | Perte de contrôle de l'avion au décollage. |
| 1er septembre 2008 | Bukavu                                   | 1900C-1 | UC-137 (ZS-OLD)                 | Air Serv International                   | 17/17              | Disparition de l'avion par mauvais temps dans une région montagneuse. |
| 9 novembre 2009    | Aéroport Wilson                          | 1900D   | UE-250 (5Y-VVQ)                 | Blue Bird Aviation                       | 1/2                | L'avion volait à basse altitude avec un seul moteur. Le pilote n'était pas qualifié pour ce type de vol. |
| 21 janvier 2010    | Sand Point                               | 1900C-1 | UC-45 (N112AX)                  | ACE Air Cargo                            | 2/2                | Perte de contrôle de l'avion en cours de vol. |
| 5 novembre 2010    | Aéroport international Jinnah            | 1900C-1 | UC-157 (AP-BJD)                 | JS Air                                   | 21/21              | Vol JS Air 201 Le pilote n'était pas qualifié pour traiter d'une panne moteur. |
| 25 septembre 2011  | Katmandou                                | 1900D   | UE-295 (9N-AEK)                 | Buddha Air                               | 19/19              | Vol Buddha Air 103 L'avion s'écrase lors de l'approche par mauvais temps. |
| 8 mars 2013        | Dillingham                               | 1900C-1 | UC-17 (N116AX)                  | ACE Air Cargo                            | 2/2                | Vol Alaska Central Express 51 Équipage peu qualifié. L'avion s'écrase au sol par mauvais temps. |
| 7 avril 2013       | São Tomé                                 | 1900C-1 | UC-74 (ZS-PHL)                  | Sahel Air Service                        | 1/1                | L'avion disparait au cours d'un orage et n'est jamais retrouvé. |
| 11 février 2015    | Miami                                    | 1900C   | UC-47 (YV1674)                  | Aeropanamericano                         | 4/4                | Panne du moteur gauche pendant la montée. |
| 10 février 2016    | Aéroport international de Naypyidaw      | 1900D   | ? (4601)                        | Force aérienne du Myanmar                | 5/5                | S'écrase peu après son décollage. |
| 10 juin 2021       | Pyin U Lwin                              | 1900D   | ?                               | Force aérienne du Myanmar                | 12/14              | S'écrase peu avant l’atterrissage. |

### Développement lié
- Beechcraft Queen Air
- Beechcraft King Air
- Beechcraft 200
- Beechcraft Model 99

### Aéronefs comparables
- Antonov An-38
- British Aerospace Jetstream 31 Al Gore
- de Havilland Canada DHC-6 Twin Otter
- Dornier 228
- Embraer EMB 110 Bandeirante
- Embraer EMB 120 Brasilia
- Fairchild Swearingen Metroliner
- Harbin Y-12
- Soukhoï Su-80
- Let L-410 Turbolet